# Herb Saint Lucia
Herb Saint Lucia został zaprojektowany przez Sydneya Bagshawa w 1967 roku i został zaakceptowany jeszcze w tym samym roku, gdy Saint Lucia była samorządną kolonią brytyjską.
Na tarczy dzielonej na cztery pola skrzyżowanymi złotymi łodygami trzciny cukrowej w polu błękitnym pierwszym i czwartym znajdują się dwie róże Tudorów (symbolizujące Anglię) a w polach drugim i trzecim dwie lilie (będące symbolem Francji). W miejscu przecięcia łodyg trzciny cukrowej znajduje się krzesło wodzów afrykańskich symbolizujące afrykańskie korzenie większości mieszkańców wyspy. Tarcza podtrzymywana jest przez dwie amazonki modrogłowe (Amazona versicolor), występujące tylko na tej wyspie. Papugi te w 1979 roku zostały uznane za ptaka narodowego. Nad tarczą herbową hełm z błękitno-złotymi labrami. W klejnocie znajduje się ręka trzymająca pochodnię. Na dole pod tarczą umieszczona jest złota rozwinięta wstęga z dewizą w języku angielskim: The Land, the people, the light ("Ziemia, naród, światło").
Herb w pierwotnej wersji nadany został 16 sierpnia 1939 roku. 1 czerwca 1967 roku został zmodyfikowany, zmieniono barwę pola tarczy, dodano trzymacze, hełm, klejnot, krzesło wodzów afrykańskich oraz wstęgę z mottem.
Herb w obecnej wersji przyjęty został 22 lutego 1979 roku.